# Geissanthus pichinchana
Geissanthus pichinchana är en viveväxtart som först beskrevs av Cyrus Longworth Lundell, och fick sitt nu gällande namn av Pipoly. Geissanthus pichinchana ingår i släktet Geissanthus och familjen viveväxter. Inga underarter finns listade i Catalogue of Life.